# Сирил Хейр
Альфред Александр Гордон Кларк (англ. Alfred Alexander Gordon Clark; 4 сентября 1900 — 25 августа 1958), известный под псевдонимом Сирил Хейр (Cyril Hare) — английский судья, писатель, один из известнейших мастеров классического детектива.

## Биография

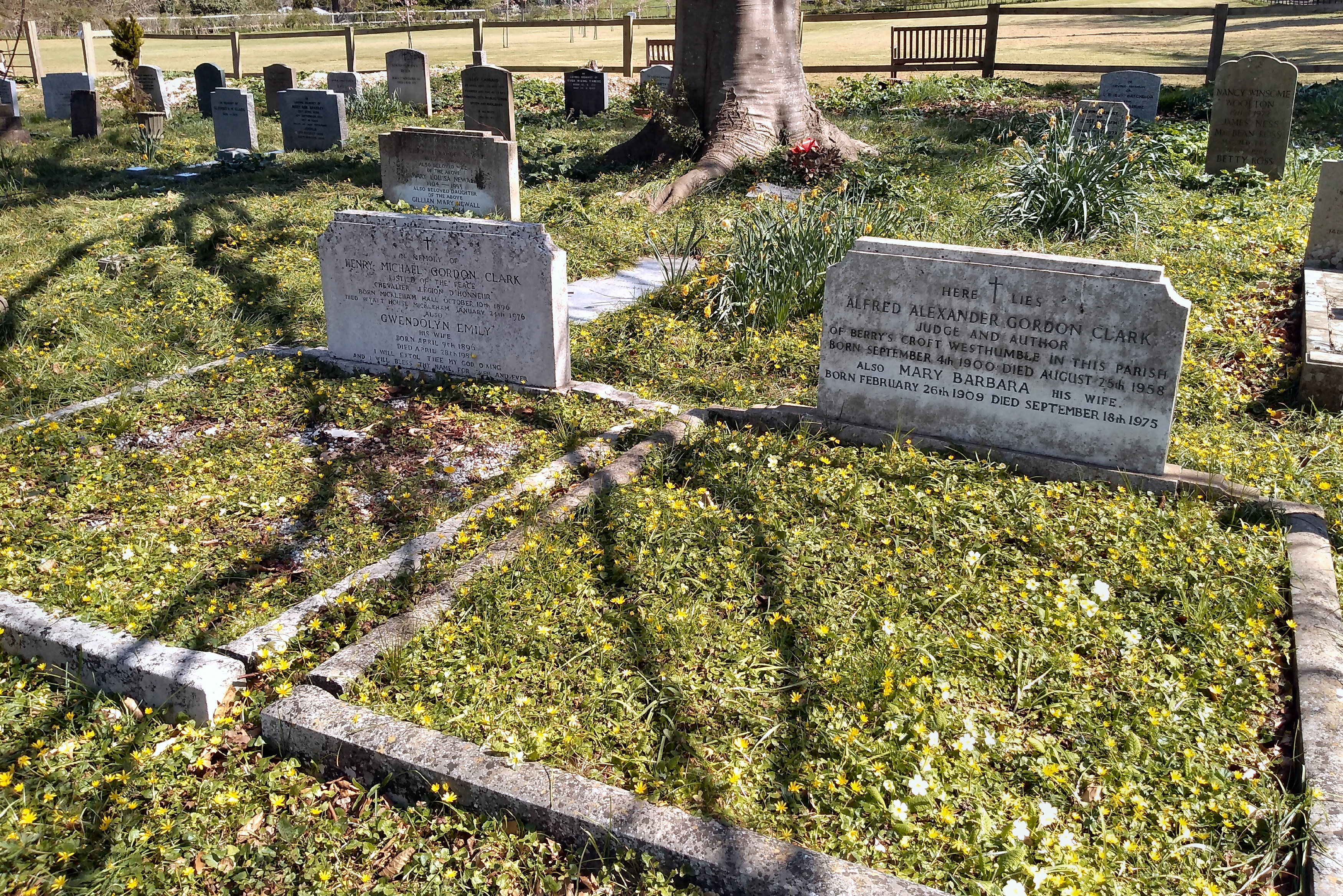
Могилы Гордон Кларка, его жены и родителей.

Альфред Александр Гордон Кларк родился в деревне Миклхем, Суррей. Его родителями были Генри Герберт Гордон Кларк (англ. Henry Herbert Gordon Clark; 24.3.1861 — 9.7.1951) и Хелен Джоанна Лоуренс (англ. Helen Johanna Lawrence; 11.3.1865 — 30.4.1952); они поженились в 1895 году, и Альфред был третьим из их пятерых детей. Получил образование в школах Сент-Обин и Рагби. Изучал историю в Новом колледже Оксфорда, закончив его с отличием. Затем изучал юриспруденцию и в 1924 году стал барристером в ассоциации адвокатов Миддл Темпл.
Был помолвлен со шведской оперной певицей, однако разорвал помолвку и женился на Мэри Барбаре Лоуренс (дочь сэра Уильяма Лоуренса, 3-го баронета; 26.2.1909 — 17.9.1975) в 1933 году, жил в Баттерси; бывшая невеста угрожала подать в суд, и Гордон Кларк с помощью её старшего брата откупился суммой в 750 фунтов стерлингов. У Кларков был один сын, преподобный Чарльз Филип Гордон Кларк (англ. Charles Philip Gordon Clark; 25.5.1936 — 19.6.2018; священник) и две дочери, Александра Мэри Гордон Кларк (род. 30.7.1938) и Сесилия Мэри Гордон Кларк (англ. Cecilia Mary Gordon Clark; 26.3.1944 — 7.9.1999; музыкант, жена инженера-электронщика Родерика Снелла).
В молодости, а также в начале Второй мировой войны Гордон Кларк в качестве судебного чиновника участвовал в выездных сессиях суда (этот опыт он использовал в романе «Трагедия закона»). В период с 1942 по 1945 год работал в канцелярии генерального прокурора, некоторое время служил в Министерстве экономической войны.
Стал членом Детективного клуба в 1946 году.
В 1950 году был назначен окружным судьёй в Суррее.
Заболев туберкулёзом вскоре после войны, Гордон Кларк, никогда не отличавшийся крепким здоровьем, так и не поправился окончательно и умер в своём доме около Бокс Хилла, Суррей в возрасте 57 лет.

## Творчество
Гордон Кларк начал писать в середине 1930-х годов, взяв себе псевдоним Сирил Хейр, который был образован от названия многоквартирного дома «Сирил-Мэншенс» в лондонском районе Баттерси, где он поселился после женитьбы, и названия суда в Темпле, где он работал — «Хейр-корт». Сын писателя Чарльз также упомянул, что в 1938 году семья переехала в дом на Альберт-Бридж-Роуд, и если бы Гордон Кларк начал писать позже, его псевдонимом бы было «Альберт Хейр».
Самый известный роман Сирила Хейра — «Трагедия закона», в котором он использовал свой юридический опыт и в котором он впервые представил Фрэнсиса Петтигрю, не слишком преуспевающего адвоката, который в этом и четырёх других романах появляется, чтобы пролить свет на обстоятельства преступления. Другой персонаж — профессиональный следователь, инспектор полиции Маллет (в трёх романах он появляется вместе с Петтигрю), о котором мало что известно кроме того, что он вдовец и обладает отменным аппетитом. Даже имя его ни разу не упоминается, однако, по словам Чарльза Кларка, инспектора, «кажется, звали Джоном».
Роман «Трагедия закона» регулярно переиздаётся; в 1999 году обозреватель Guardian Марсель Берлинс назвал его «одним из лучших детективных произведений о юристах», а Филлис Дороти Джеймс — «лучшей детективной историей в этом увлекательном мире». «Трагедия закона» занимает 85-е место в британской версии сотни лучших детективных романов всех времён.
В другом романе, «Самоубийство исключается», показан человек, совершающий почти идеальное убийство, но узнающий, что причудливость законов «О страховании» лишает его желанной добычи.
Сирил Хейр также написал 40 рассказов, в основном для газеты London Evening Standard.

### Романы
| Год  | Перевод                                                                                    | Оригинал                                       | Серия            | Аннотация |
| ---- | ------------------------------------------------------------------------------------------ | ---------------------------------------------- | ---------------- | --- |
| 1937 | «Смерть в аренду» («Жилец»)                                                                | Tenant for Death                               | Инспектор Маллет | Убийство биржевого спекулянта в квартале, где дома сдаются под дешёвую аренду.                                   |
| 1938 | «Неспортивное поведение» («Смерть — не охотник»; «Смерть — не азартный охотник»)           | Death is No Sportsman                          | Инспектор Маллет | |
| 1939 | «Самоубийство исключается»                                                                 | Suicide Excepted                               | Инспектор Маллет | |
| 1942 | «Трагедия закона» («Трагедия в законе», «Трагедия по закону»)                              | Tragedy at Law                                 | Френсис Петтигрю | |
| 1946 | «Простым ударом шила»                                                                      | With a Bare Bodkin                             | Френсис Петтигрю | |
| 1946 |                                                                                            | The Magic Bottle                               | вне серий        | Книга для детей                                                                                                  |
| 1949 | «Когда дует ветер» («Кларнет играет смерть», «Смерть играет», «Когда ветер бьёт насмерть») | The Wind Blows Death (When the Wind Blows)     | Френсис Петтигрю | |
| 1951 | «Чисто английское убийство»                                                                | An English Murder                              | вне серий        | Смерть в поместье на Рождество, отрезанном из-за снегопада Экранизация: «Чисто английское убийство» (1974, СССР) |
| 1954 | «Смерть бродит по лесу» («Смерть под тисами»; «Смерть бродит по Вудсу»)                    | That Yew Tree’s Shade                          | Френсис Петтигрю | |
| 1958 | «Загадочная смерть»                                                                        | Untimely Death (He Should Have Died Hereafter) | Френсис Петтигрю | |

### Рассказы
Все рассказы Сирила Хейра были переведены на русский язык и изданы издательством АСТ в серии «Золотой век английского детектива», в сборнике с романом «Неспортивное поведение».
- Miss Burnside’s Dilemma.
- Name of Smith.
- Murderers' Luck.
- The Tragedy of Young Macintyre.
- Where There’s a Will.
- Death of a Blackmailer.
- The Story of Hermione.
- The Old Flame.
- As the Inspector Said ….
- Death among Friends.
- A Surprise for Christmas.
- I Never Forget a Face.
- A Life for a Life.
- A Very Useful Relationship.
- Line out of Order.
- Monday’s Child.
- Tuesday’s Child.
- Wednesday’s Child.
- Thursday’s Child.
- Friday’s Child.
- Saturday’s Child.
- The Death of Amy Robsart.
- Weight and See.
- TITLE UNKNOWN.
- The Return Visit.
- It Takes Two ….
- Sister Bessie.
- The Euthanasia of Hilary’s Aunt
- Spare the Rod and Spoil the Crime.
- The Will.
- Accident.
- The Markhampton Miracle.
- Dropper’s Delight.
- This Side up with Care.
- The Rivals.
- The Man from Pannonia.
- Punctuality Grant.
- The Magnifying Glass.
- The Ruling Passion.
- The Man in the Silk Pyjamas.

### Постановки

#### Радио
- Murder at Warbeck Hall (1948); на основе этой радиопьесы был написан роман «Чисто английское убийство» (1951)

#### Театр
- The House of Warbeck (1955); на основе романа «Чисто английское убийство»
- Murder In Daylesford Gardens (1929); на основе этой пьесы был написан рассказ The Noose Is Cut (1935)